# UFC 299
UFC 299: O'Malley vs. Vera 2 è stato un evento di arti marziali miste tenuto dalla Ultimate Fighting Championship il 9 marzo 2024 al Kaseya Center di Miami, negli Stati Uniti.

## Risultati
|                                        | Divisione             |                      |                 |                     | Metodo                                      | Round           | Tempo           | Premio          |
| Card Principale                        | Card Principale       | Card Principale      | Card Principale | Card Principale     | Card Principale                             | Card Principale | Card Principale | Card Principale |
| -------------------------------------- | --------------------- | -------------------- | --------------- | ------------------- | ------------------------------------------- | --------------- | --------------- | --------------- |
| Sfida valida per il titolo di campione | Pesi gallo            | Sean O'Malley (c)    | batte           | Marlon Vera         | Decisione unanime (50–45, 50–45, 50–44)     | 5               | 5:00            | POTN            |
|                                        | Pesi leggeri          | Dustin Poirier       | batte           | Benoît Saint Denis  | KO (pugni)                                  | 2               | 2:32            | FOTN            |
|                                        | Pesi welter           | Michael Page         | batte           | Kevin Holland       | Decisione unanime (29–28, 29–28, 29–28)     | 3               | 5:00            |                 |
|                                        | Pesi welter           | Jack Della Maddalena | batte           | Gilbert Burns       | KO (ginocchiata e gomitate)                 | 3               | 3:43            | POTN            |
|                                        | Pesi gallo            | Pëtr Jan             | batte           | Song Yadong         | Decisione unanime (29–28, 29–28, 29–28)     | 3               | 5:00            |                 |
| Card Preliminare                       |                       |                      |                 |                     |                                             |                 |                 |                 |
|                                        | Pesi massimi          | Curtis Blaydes       | batte           | Jailton Almeida     | KO (pugni)                                  | 2               | 0:36            | POTN            |
|                                        | Pesi mosca femminili  | Maycee Barber        | batte           | Katlyn Cerminara    | Decisione unanime (30–27, 30–27, 29–28)     | 3               | 5:00            |                 |
|                                        | Pesi leggeri          | Mateusz Gamrot       | batte           | Rafael dos Anjos    | Decisione unanime (29–28, 29–28, 30–27)     | 3               | 5:00            |                 |
|                                        | Pesi gallo            | Kyler Phillips       | batte           | Pedro Munhoz        | Decisione unanime (30–27, 30–27, 30–27)     | 3               | 5:00            |                 |
|                                        | Pesi mediomassimi     | Philipe Lins         | batte           | Ion Cuțelaba        | Decisione unanime (29–28, 29–28, 29–28)     | 3               | 5:00            |                 |
|                                        | Pesi medi             | Michel Pereira       | batte           | Michał Oleksiejczuk | Sottomissione tecnica (rear-naked choke)    | 1               | 1:01            | POTN            |
|                                        | Pesi massimi          | Robelis Despaigne    | batte           | Josh Parisian       | KO tecnico (pugni)                          | 1               | 0:18            | POTN            |
|                                        | Catchweight (127 lbs) | Asu Almabayev        | batte           | C.J. Vergara        | Decisione unanime (30–27, 30–27, 30–27)     | 3               | 5:00            |                 |
|                                        | Pesi mosca femminili  | Joanne Calderwood    | batte           | Maryna Moroz        | Decisione non unanime (28–29, 29–28, 29–28) | 3               | 5:00            |                 |

## Premi
I lottatori premiati ricevettero un bonus di 50.000 dollari.
Legenda:
- FOTN: Fight of the Night (vengono premiati entrambi gli atleti per il miglior incontro dell'evento)
- POTN: Performance of the Night (viene premiato il vincitore per la migliore performance dell'evento)